# Cathedral
Cathedral – angielska grupa wykonująca muzykę z pogranicza stoner rocka i doom metalu. Powstała w Coventry w 1989 roku z inicjatywy wokalisty Lee Doriana, występującego wcześniej w grupie Napalm Death. Do 2010 roku zespół wydał dziewięć albumów studyjnych oraz szereg pomniejszych wydawnictw, które cieszyły się uznaniem krytyków jak i publiczności. W swej twórczości grupa poruszyła m.in. takie zagadnienia jak okultyzm, zagłada czy mitologia.
W 2013 roku zespół zakończył działalność.

## Historia
Zespół powstał w 1989 roku w Coventry w Anglii z inicjatywy byłego członka Napalm Death – Lee Dorriana. Wokalista do współpracy zaprosił gitarzystę Gary'ego Jenningsa znanego z występów w thrashmetalowej grupie Acid Reign, basistę Marka Griffithsa redaktora magazynu Under the Oak. Pierwsza próba zespołu odbyła się Rich Bitch Studios w marcu 1990 roku z udziałem tymczasowego perkusisty Bena Mochrie. Wkrótce potem nowym perkusistą został Andy Baker, były członek The Varukers.
W październiku 1990 roku ukazało się pierwsze demo zespołu In Memorium. Kolejne demo pt. Demo 2 ukazało się rok później. 6 grudnia 1991 roku ukazał się pierwszy album zespołu pt. Forest of Equilibrium. Płyta została zarejestrowana w Workshop Studios w Redditch. W ramach promocji płyty zespół zagrał szereg koncertów w Wielkiej Brytanii wraz z grupami Anathema i My Dying Bride. Następnie odbyła się europejska trasa koncertowa Gods of Grind wraz Carcass, Entombed i Confessor. 20 października również 1992 roku został wydany pierwszy minialbum Cathedral zatytułowany Soul Sacrifice.
1 lutego 1993 roku ukazał się drugi album zespołu pt. The Ethereal Mirror. Nagrania odbyły się w The Manor Studios w Oksfordzie we współpracy z producentem muzycznym Davidem Bianco. Wydanie płyty poprzedziły single Grim Luxuria i Twylight Songs. 5 kwietnia 1994 został wydany minialbum Statik Majik. Z kolei 30 sierpnia został wydany kolejny minialbum Cosmic Requiem. Na początku 1995 roku zespół ponownie odbył europejską trasę koncertową wraz z Deicide i Brutal Truth. 29 września 1995 roku ukazał się trzeci album zespołu pt. The Carnival Bizarre. 9 kwietnia 1996 został wydany minialbum Hopkins (The Witchfinder General). Natomiast 12 listopada tego samego roku ukazał się czwarty album zespołu pt. Supernatural Birth Machine. 
6 grudnia 1998 roku ukazał się piąty album zespołu pt. Caravan Beyond Redemption. 18 stycznia 2000 roku nakładem wytwórni muzycznej Music Cartel ukazała się kompilacja In Memoriam. W lutym 2001 roku ukazał się szósty album zespołu pt. Endtyme. Album promował singel pt. Gargoylian. Oprawę graficzną płyty przygotował Stephen O'Malley. Tego samego roku ukazało się pierwsze DVD formacji zatytułowane Our God Has Landed. 21 października 2002 roku ukazał się siódmy album zespołu pt. The VIIth Coming. Płytę wydała wytwórnia Dream Catcher Records. 
W styczniu 2003 roku Cathedral wraz z grupą Samael odbyli europejską trasę koncertową. Natomiast latem muzycy podpisali kontrakt z wytwórnią muzyczną Nuclear Blast. 21 czerwca 2004 roku nakładem wytwórni muzycznej Earache Records ukazała się dwupłytowa kompilacja pt. The Serpent's Gold. 26 września 2005 roku ukazał się ósmy album zespołu pt. The Garden of Unearthly Delights. W kwietniu 2009 roku zespół wystąpił na festiwalu Hammerfest wraz z takimi zespołami jak: Saxon, Opeth czy Paradise Lost. 26 marca 2010 roku ukazał się dziewiąty album zespołu pt. The Guessing Game. Płyta zadebiutowała na 31. miejscu greckiej listy sprzedaży. W 2013 roku zespół zakończył działalność.

## Muzycy
| Ostatni skład zespołu - Gaz Jennings – gitara (1989-2013), gitara basowa (1993-1994), keyboard (1994-1996) - Lee Dorrian – śpiew (1989-2013) - Brian Dixon – perkusja (1994-2013) - Scott Carlson – gitara basowa (2011-2013) Muzycy koncertowi - Mike Hickey – gitara basowa (1992-1993) - Scott Carlson – gitara basowa (1994) - Barry Stern – perkusja (1994) - Joe Hasselvander – perkusja (1994) - Victor Griffin – gitara (1994) - Dave Hornyak – perkusja (1995) - Max Edwards – gitara basowa (2003-2004) |  | Byli członkowie zespołu - Andy Baker – perkusja (1989) - Mark Griffiths – gitara (1989-1990), gitara basowa (1990-1992) - Adam Lehan – gitara (1989-1994) - Ben Mochrie – perkusja (1990) - Mike Smail – perkusja (1991) - Mark Ramsay Wharton – perkusja (1992-1994), keyboard (1992) - Leo Smee – gitara basowa (1994-2011), gitara (2010) |

## Dyskografia
| - Forest of Equilibrium (1991) - The Ethereal Mirror (1993) - The Carnival Bizarre (1995) - Supernatural Birth Machine (1996) - Caravan Beyond Redemption (1998) - Endtyme (2001) - The VIIth Coming (2002) - The Garden of Unearthly Delights (2005) - The Guessing Game (2010) - The Last Spire (2013) - In Memoriam (2000) - The Serpent's Gold (2004) |  | - Soul Sacrifice (1992) - Cosmic Requiem (1994) - In Memoriam (1994) - Statik Majik (1994) - Hopkins (The Witchfinder General) (1996) - Grim Luxuria (1993) - Twylight Songs (1993) - Gargoylian (2001) - In Memorium (1990) - Demo 2 (1991) |

## Wideografia
- Our God Has Landed (2001, DVD)